# Sainbach
Sainbach ist ein Ortsteil des Marktes Inchenhofen im Landkreis Aichach-Friedberg (Bayern). Das Pfarrdorf liegt ungefähr 1,8 Kilometer westlich von Inchenhofen.

## Geschichte
Das Gebiet um Sainbach war schon um das Jahr 1000 besiedelt. Dies beweisen vorgeschichtliche Grabhügel in der Nähe des Ortes. 
Die erste urkundliche Erwähnung war anno 1226. Im Jahr 1632 wurde das Dorf durch ein Feuer zerstört. 
Sainbach war durch das erste Gemeindeedikt von 1808 ein Steuerdistrikt, zu dem auch Mainbach gehörte. Durch das zweite Gemeindeedikt von 1818 wurden Mainbach und Sainbach jeweils selbstständige Ruralgemeinden im Bereich des Landgerichtes Aichach; die Orte Ainertshofen, Arnhofen und Ried blieben bei der Gemeinde Sainbach. Seit der Trennung von Justiz und Verwaltung am 1. Juli 1862 gehörte Sainbach mit seinen Ortsteilen zum Bezirksamt Aichach (ab 1939: Landkreis Aichach). Am 1. Juli 1972 wurde die Gemeinde dem neugegründeten Landkreis Aichach-Friedberg zugeschlagen, der bis zum 1. Mai 1973 den Namen Landkreis Augsburg-Ost trug. 
Im Zuge der Gemeindegebietsreform wurde die Gemeinde Sainbach, bestehend aus den Gemeindeteilen Ainertshofen, Arnhofen, Ried und Sainbach zum 1. Januar 1978 in den Markt Inchenhofen eingegliedert.

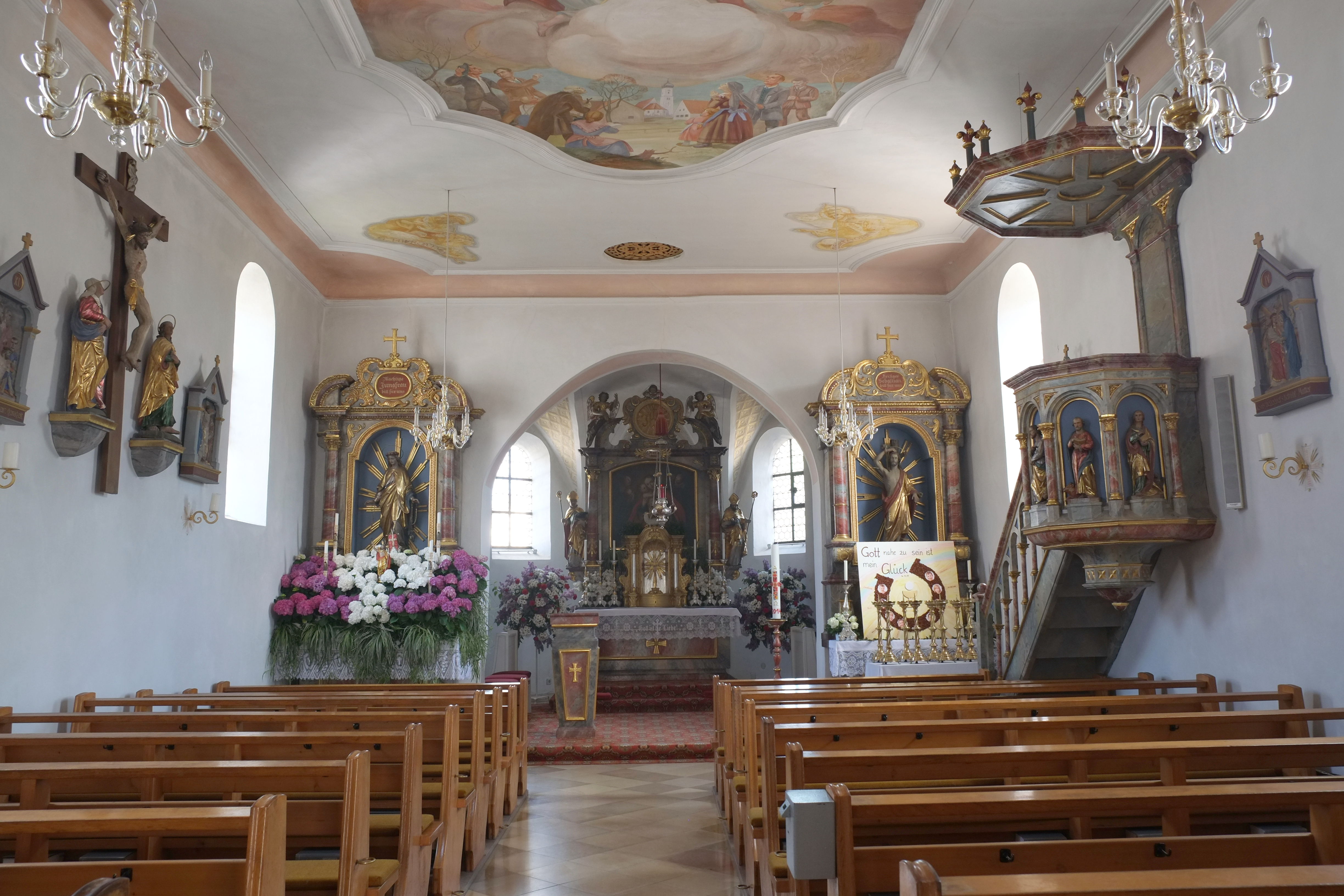
Innenansicht der Kirche St. Nikolaus

## Baudenkmäler
Siehe auch: Liste der Baudenkmäler in Sainbach
- Katholische Pfarrkirche St. Nikolaus
- Pfarrhaus

## Bodendenkmäler
Siehe: Liste der Bodendenkmäler in Sainbach